# Atletismo nos Jogos Pan-Americanos de 1979
As competições de atletismo nos Jogos Pan-Americanos de 1979 foram realizadas em San Juan, Porto Rico.

## Medalhistas
Masculino
| Evento                              | Ouro                                                                       | Ouro    | Prata                                                               | Prata   | Bronze                                                                       | Bronze  |
| ----------------------------------- | -------------------------------------------------------------------------- | ------- | ------------------------------------------------------------------- | ------- | ---------------------------------------------------------------------------- | ------- |
| 100 metros detalhes                 | Silvio Leonard CUB Cuba                                                    | 10.13   | Harvey Glance USA Estados Unidos                                    | 10.19   | Emmit King USA Estados Unidos                                                | 10.30   |
| 200 metros detalhes                 | Silvio Leonard CUB Cuba                                                    | 20.37   | James Gilkes GUY Guiana                                             | 20.46   | Don Coleman USA Estados Unidos                                               | 20.56   |
| 400 metros detalhes                 | Tony Darden USA Estados Unidos                                             | 45.11   | Alberto Juantorena CUB Cuba                                         | 45.24   | Willie Smith USA Estados Unidos                                              | 45.3    |
| 800 metros detalhes                 | James Robinson USA Estados Unidos                                          | 1:46.3  | Alberto Juantorena CUB Cuba                                         | 1:46.4  | Agberto Guimarães BRA Brasil                                                 | 1:46.8  |
| 1500 metros detalhes                | Don Paige USA Estados Unidos                                               | 3:40.4  | Todd Harbour USA Estados Unidos                                     | 3:41.5  | Agberto Guimarães BRA Brasil                                                 | 3:41.5  |
| 5000 metros detalhes                | Matt Centrowitz USA Estados Unidos                                         | 14:01.0 | Herb Lindsay USA Estados Unidos                                     | 14:04.1 | Rodolfo Gómez MEX México                                                     | 14:05.0 |
| 10000 metros detalhes               | Rodolfo Gómez MEX México                                                   | 29:02.4 | Enrique Aquino MEX México                                           | 29:03.9 | Frank Shorter USA Estados Unidos                                             | 29:06.4 |
| Maratona detalhes                   | Radamés González CUB Cuba                                                  | 2:24:09 | Luis Barbosa COL Colômbia                                           | 2:24:44 | Rich Hughson CAN Canadá                                                      | 2:25:34 |
| 3000 metros com obstáculos detalhes | Henry Marsh USA Estados Unidos                                             | 8:43.6  | William McCullough USA Estados Unidos                               | 8:44.7  | Demetrio Cabanillos MEX México                                               | 8:52.4  |
| 110 metros com barreiras detalhes   | Renaldo Nehemiah USA Estados Unidos                                        | 13.20   | Alejandro Casañas CUB Cuba                                          | 13.46   | Charles Foster USA Estados Unidos                                            | 13.56   |
| 400 metros com barreiras detalhes   | James Walker USA Estados Unidos                                            | 49.66   | Antônio Dias Ferreira BRA Brasil                                    | 50.85   | Frank Montiéh CUB Cuba                                                       | 51.30   |
| Salto em altura detalhes            | Franklin Jacobs USA Estados Unidos                                         | 2.26    | Benn Fields USA Estados Unidos                                      | 2.19    | Milton Ottey CAN Canadá                                                      | 2.19    |
| Salto com vara detalhes             | Bruce Simpson CAN Canadá                                                   | 5.15    | Greg Woepse USA Estados Unidos                                      | 5.05    | Brian Morrissette ISV Ilhas Virgens Americanas                               | 4.85    |
| Salto em distância detalhes         | João Carlos de Oliveira BRA Brasil                                         | 8.18    | David Giralt CUB Cuba                                               | 8.15    | Carl Lewis USA Estados Unidos                                                | 8.13    |
| Salto triplo detalhes               | João Carlos de Oliveira BRA Brasil                                         | 17.27   | Willie Banks USA Estados Unidos                                     | 16.88   | James Butts USA Estados Unidos                                               | 16.69   |
| Arremesso de peso detalhes          | Dave Laut USA Estados Unidos                                               | 20.22   | Bishop Dolegiewicz CAN Canadá                                       | 19.67   | Bruno Pauletto CAN Canadá                                                    | 19.61   |
| Lançamento de disco detalhes        | Mac Wilkins USA Estados Unidos                                             | 63.30   | Bradley Cooper BAH Bahamas                                          | 62.16   | Luis Delís CUB Cuba                                                          | 61.70   |
| Lançamento de martelo detalhes      | Scott Neilson CAN Canadá                                                   | 69.64   | Armando Orozco CUB Cuba                                             | 68.48   | Genovevo Morejón CUB Cuba                                                    | 67.66   |
| Lançamento de dardo detalhes        | Duncan Atwood USA Estados Unidos                                           | 84.16   | Antonio González CUB Cuba                                           | 84.12   | Raúl Pupo CUB Cuba                                                           | 81.96   |
| Decatlo detalhes                    | Bobby Coffman USA Estados Unidos                                           | 8078    | Tito Steiner ARG Argentina                                          | 7638    | Zenon Smiechowski CAN Canadá                                                 | 7337    |
| 20 km marcha atlética detalhes      | Daniel Bautista MEX México                                                 | 1:28:15 | Neal Pyke USA Estados Unidos                                        | 1:30:17 | Todd Scully USA Estados Unidos                                               | 1:32:30 |
| 50 km marcha atlética detalhes      | Raúl González MEX México                                                   | 4:05:17 | Martín Bermúdez MEX México                                          | 4:11:13 | Marco Evoniuk USA Estados Unidos                                             | 4:24:20 |
| 4x100 metros detalhes               | USA Estados Unidos Harvey Glance Mike Roberson Cliff Wiley Steve Riddick   | 38.85   | CUB Cuba Alejandro Casañas Juan Saborit Silvio Leonard Osvaldo Lara | 39.14   | BRA Brasil Milton de Castro Rui da Silva Nelson dos Santos Altevir de Araújo | 39.44   |
| 4x400 metros detalhes               | USA Estados Unidos Tony Darden Maurice Peoples Herman Frazier James Walker | 3:03.8  | JAM Jamaica Colin Bradford Floyd Brown Ian Stapleton Bert Cameron   | 3:04.7  | CUB Cuba Alberto Juantorena Pedro Tanis Carlos Álvarez Frank Montiéh         | 3:06.3  |

Feminino
| Evento                            | Ouro                                                                                  | Ouro   | Prata                                                                    | Prata  | Bronze                                                                      | Bronze |
| --------------------------------- | ------------------------------------------------------------------------------------- | ------ | ------------------------------------------------------------------------ | ------ | --------------------------------------------------------------------------- | ------ |
| 100 metros detalhes               | Evelyn Ashford USA Estados Unidos                                                     | 11.07  | Brenda Morehead USA Estados Unidos                                       | 11.11  | Angella Taylor CAN Canadá                                                   | 11.36  |
| 200 metros detalhes               | Evelyn Ashford USA Estados Unidos                                                     | 22.24  | Angella Taylor CAN Canadá                                                | 22.74  | Merlene Ottey JAM Jamaica                                                   | 22.79  |
| 400 metros detalhes               | Sharon Dabney USA Estados Unidos                                                      | 51.81  | June Griffith GUY Guiana                                                 | 51.81  | Patricia Jackson USA Estados Unidos                                         | 52.32  |
| 800 metros detalhes               | Essie Kelley USA Estados Unidos                                                       | 2:01.2 | Julie Brown USA Estados Unidos                                           | 2:01.2 | Aurelia Pentón CUB Cuba                                                     | 2:02.1 |
| 1500 metros detalhes              | Mary Decker USA Estados Unidos                                                        | 4:05.7 | Julie Brown USA Estados Unidos                                           | 4:06.4 | Penny Werthner CAN Canadá                                                   | 4:14.8 |
| 3000 metros detalhes              | Jan Merrill USA Estados Unidos                                                        | 8:53.6 | Julie Brown USA Estados Unidos                                           | 8:59.9 | Geri Fitch CAN Canadá                                                       | 9:35.7 |
| 100 metros com barreiras detalhes | Deby LaPlante USA Estados Unidos                                                      | 12.90  | Sharon Lane CAN Canadá                                                   | 13.56  | Grisel Machado CUB Cuba                                                     | 13.60  |
| Salto em altura detalhes          | Louise Ritter USA Estados Unidos                                                      | 1.93   | Pam Spencer USA Estados Unidos                                           | 1.87   | Debbie Brill CAN Canadá                                                     | 1.85   |
| Salto em distância detalhes       | Kathy McMillan USA Estados Unidos                                                     | 6.46   | Ana Alexander CUB Cuba                                                   | 6.31   | Eloína Echevarría CUB Cuba                                                  | 6.27   |
| Arremesso de peso detalhes        | María Elena Sarría CUB Cuba                                                           | 18.81  | Maren Seidler USA Estados Unidos                                         | 18.57  | Carmen Ionesco CAN Canadá                                                   | 16.50  |
| Lançamento de disco detalhes      | Carmen Romero CUB Cuba                                                                | 60.58  | María Cristina Betancourt CUB Cuba                                       | 60.44  | Carmen Ionesco CAN Canadá                                                   | 57.14  |
| Lançamento de dardo detalhes      | María Caridad Colón CUB Cuba                                                          | 62.36  | Lynn Cannon USA Estados Unidos                                           | 56.18  | Cathy Sulinski USA Estados Unidos                                           | 55.82  |
| Pentatlo detalhes                 | Diane Konihowski CAN Canadá                                                           | 4605   | Jodi Anderson USA Estados Unidos                                         | 4434   | Jill Ross CAN Canadá                                                        | 4112   |
| 4x100 metros detalhes             | USA Estados Unidos Valerie Brisco Chandra Cheeseborough Brenda Morehead Karen Hawkins | 43.30  | JAM Jamaica Lelieth Hodges Rosie Allwood Carmetta Drummond Merlene Ottey | 44.18  | CUB Cuba Eloína Echevarría Isabel Taylor Marta Zulueta Silvia Chivás        | 46.26  |
| 4x400 metros detalhes             | USA Estados Unidos Essie Kelley Sharon Dabney Patricia Jackson Rosalyn Bryant         | 3:29.4 | CUB Cuba Ana Luisa Guibert Nery McKeen Ana Fidelia Quirot Aurelia Pentón | 3:36.3 | CAN Canadá Anne Mackie-Morelli Jeanette Wood Marita Payne Micheline Racette | 3:37.6 |

## Quadro de medalhas
| Ordem | País                         | Medalha de ouro | Medalha de prata | Medalha de bronze |     |
| ----- | ---------------------------- | --------------- | ---------------- | ----------------- | --- |
| 1     | USA Estados Unidos           | 25              | 16               | 11                | 52  |
| 2     | CUB Cuba                     | 6               | 10               | 9                 | 25  |
| 3     | CAN Canadá                   | 3               | 3                | 12                | 18  |
| 4     | MEX México                   | 3               | 2                | 2                 | 7   |
| 5     | BRA Brasil                   | 2               | 1                | 3                 | 6   |
| 6     | JAM Jamaica                  |                 | 2                | 1                 | 3   |
| 7     | GUY Guiana                   |                 | 2                |                   | 2   |
| 8     | ARG Argentina                |                 | 1                |                   | 1   |
|       | BAH Bahamas                  |                 | 1                |                   | 1   |
|       | COL Colômbia                 |                 | 1                |                   | 1   |
| 11    | ISV Ilhas Virgens Americanas |                 |                  | 1                 | 1   |
| TOTAL | TOTAL                        | 39              | 39               | 39                | 117 |